# Plastyczny Teatr Symbolu
Plastyczny Teatr Symboli – teatr autorski założony w 1991 roku w Toruniu przez Romana Roka. Siedziba teatr mieści się przy ul. Krasińskiego 44. Do 2012 roku teatr wystawił trzydzieści premier, brał udział ogólnopolskich i międzynarodowych festiwalach teatralnych. Spektakle nawiązywały do średniowiecznej estetyki i filozofii. 22 października 2019 roku zmarł założyciel teatru. Obecnym kierownikiem artystycznym teatru jest Jacek Pietruski.